# Alfons Åberg
Alfons Åberg er en litterær figur og hovedperson i en serie børnebøger skrevet og illustreret af Gunilla Bergström.
Alfons Åberg er en lille ganske almindelig dreng, som bor sammen med sin far Bertil, i en lejlighed i en svensk by. Da han var mindre, havde han en kammerat ved navn Svipper, som kun han kunne se. I børnehaven fik han vennerne Mille og Viktor.
I bøgerne oplever Alfons en lang række almindelige hverdagsbegivenheder, som alle børn let kan genkende. I sin stræben efter at vokse op og blive stor konkurrerer Alfons ofte med sin far om at klare disse begivenheder bedst. Den godmodige far er et positivt mandligt forbillede for Alfons. Derimod dukker kvinder sjældent op i beretningerne, selv om Alfons både har en faster og en farmor. Alfons og far er meget glade for hinanden, og en mor eller fru Åberg hører man kun om i en enkelt sætning i "Alfons med supersækken" (2011), hvor Alfons' far taler om en drøm, han drømte, "Dengang han mødte sin elskede fru Åberg".
Den første Alfonsbog, Godnat, Alfons Åberg, udkom i 1972. Der er i alt udgivet 25 bøger om Alfons Åberg, og de er oversat til 29 sprog. I april 2006 udkom bog nr. 25, der på svensk hedder Alfons och soldatpappan. Historien tager ifølge forfatteren fat på underholdningsverdenen, der bliver stadig mere almindelig i børnenes verden, samt på temaet krig og grusomhed ude i verden.
Et særpræg ved bøgerne er, at de ikke alle er skrevet til samme aldersgruppe. Således kan børn have glæde af at høre Alfons Åberg-historier fra 2-3 år og frem til skolealderen. Bøgerne er illustreret af Gunilla Bergström i blandet teknik, hvor både tegninger og collage forekommer.
Alfons Åberg-bøgerne er også grundlaget for tegnefilmene af samme navn, hvis danske udgave blev indtalt af Thomas Winding. Der er dog siden blevet lavet en nyere animeret serie med Caspar Phillipson som speaker.

## På andre sprog
Bøgerne om Alfons er blevet oversat til 30 forskellige sprog, og trykt i over 3,4 millioner eksemplarer på andre sprog end svensk. I august 2012 udkom bogen God nat, Alfons Åberg på latin (Quiesce Placide, Alphonse Amnimontane).
I en del lande og sprogversioner har Alfons fået andre navn. Bøger er udkommet i følgende lande og på følgende sprog:
| Sprog/Land      | Navn                      |
| --------------- | ------------------------- |
| Afrikaans       | Dawie                     |
| Arabisk         | Burhan                    |
| Brasilien       | Alho Åberg                |
| Danmark         | Alfons Åberg              |
| England og USA  | Alfie Atkins              |
| Finland (finsk) | Mikko Mallikas            |
| Frankrig        | Alphonse                  |
| Frisisk         | Ate Attema                |
| Færøerne        | Álvur Ákason              |
| Holland         | Alfons Alfrink            |
| Island          | Einar Áskell              |
| Israel          | Alfons                    |
| Italien         | Alfons Aberg              |
| Japan           | Alfons                    |
| Kurdisk         | Alfons Oberg              |
| Latin           | Alphonse Amnimontane      |
| Letland         | Alfons Obergu             |
| Lulesamisk      | Ábmut                     |
| Norge           | Albert Åberg              |
| Nordsamisk      | Alfons Åberg              |
| Sydsamisk       | Aalfone                   |
| Persisk         | الفی اتکینز (Alfi Atkinz) |
| Polen           | Albert Albertson          |
| Romani          | Ardom                     |
| Serbokroatisk   | Alfons Åberg              |
| Somali          | Guuled                    |
| Spansk          | Alfonso                   |
| Sverige         | Alfons Åberg              |
| Tigrinsk        | Alfons                    |
| Tyrkiet         | Alfons Åberg              |
| Tyskland        | Willi Wiberg              |
| Wales           | Ifan Bifan                |

## Ekstern henvisning
Alfons Åbergs officielle hjemmeside